# Thymus seravschanicus
Thymus seravschanicus — вид рослин родини глухокропивові (Lamiaceae), поширений у Киргизстані, Таджикистані, Узбекистані.

## Опис
Базальні листки довгасто-еліптичні, коротко черешкові, верхні листки від широко яйцюватих до ромбічних, черешкові. Суцвіття головчасті, щільні, чашечка субоголена, квітки ≈ 7 мм завдовжки.

## Поширення
Поширений у Киргизстані, Таджикистані, Узбекистані.